# Lubumbashi
Lubumbashi (antigament Élisabethville o Elisabethstad) és la segona major ciutat de la República Democràtica del Congo. Està situada prop de la frontera amb Zàmbia, a aproximadament 1.230 msnm. Té una població aproximada d'1,5 milions d'habitants. És la capital de la província de l'Alt Katanga (anteriorment Shaba). És la principal ciutat del sud-est del país. La ciutat es troba en el centre de les línies ferroviàries que condueixen a Ilebo, Kindu i Kolwezi i posseeix també aeroport. Entre els atractius més importants de la població es troben el jardí botànic, el parc zoològic, una cerveseria i la Universitat de Lubumbashi. També es troba en la ciutat la presó de Kasapa.